# Aretaiosz
Aretaiosz (2. század) görög orvos

## Élete
Kappadókiából származott, a 2. század végén Rómában élt. Sebészettel foglalkozott és híres volt dietetikus gyógyításmódjáról. Ránk két, sebészettel foglalkozó munkája maradt.